# Lexington (Mississippi)
Pour les articles homonymes, voir Lexington.
La ville de Lexington est le siège du comté de Holmes, situé dans l'État du Mississippi, aux États-Unis.

## Personnalité liée à la commune
Milton Lee Olive III (1946-1965), soldat américain récipendiare de la Medal of Honor est enterré au cimetière West Grove de Lexington.